# Dermestes bicolor
Dermestes bicolor es una especie de escarabajo de piel del género Dermestes, tribu Dermestini, subfamilia Dermestinae. Fue descrita por Fabricius en 1781.

## Descripción
Mide 4-9 mm de longitud.

## Distribución y hábitat
Originaria del paleártico, se distribuye por el centro y este de Europa, Gran Bretaña, región balcánica, Turquía, Asia central, Mongolia, Siberia, Japón y norte de Corea. Se ha encontrado a elevaciones de hasta 600 m s. n. m.